# حزب تيلنجانا الشيوعي الهندي

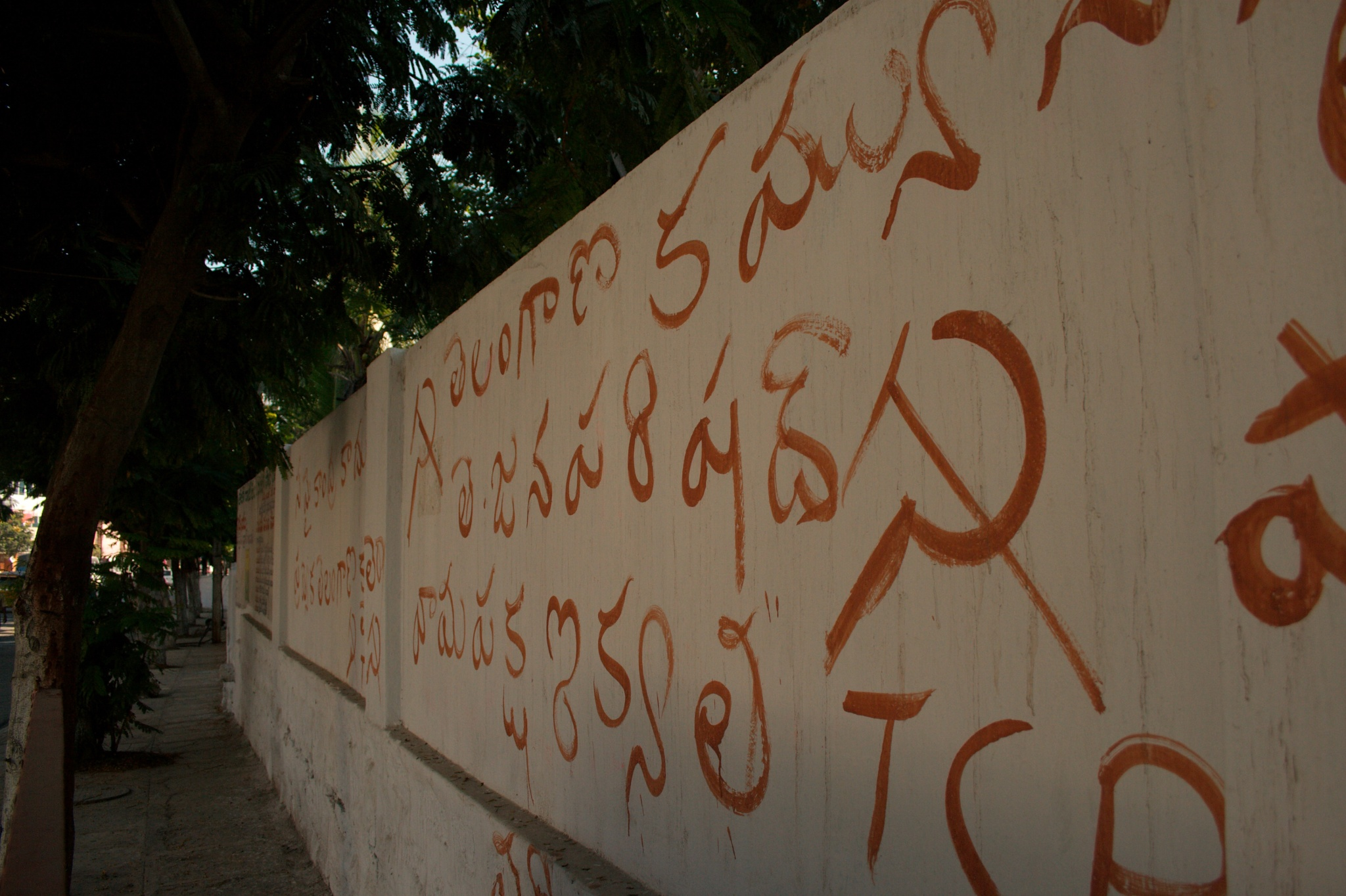
جدارية الحزب في حيدر أباد

حزب تيلنجانا الشيوعي الهندي هو حزب سياسي في ولاية أندرا براديش الهندية. يعمل الحزب لإنشاء دولة تيلنجانا منفصلة. يقود الحزب هو س. فنكات سوامي.
الحزب عضو في جبهة تيلنجانا راشترا سادهانا.
تم تسجيل الحزب للمشاركة في الانتخابات البلدية لعام 2005 في ولاية أندرا براديش. وتم تخصيص «الكعكة» كرمز انتخابي له.
في نيسان (أبريل) 2011، انضم أعضاء لجنة مقاطعة حيدر أباد ورانجاردي من الحزب الشيوعي الماركسي في الهند (المتحدة) إلى حزب تيلنجانا الشيوعي احتجاجًا على الرفض لدعم النضال من أجل دولة تيلنجانا منفصلة.
رئيس الحزب الشيوعي هو ميرزا فاروق بيك (صحفي أول).